# Michael Karoli
Michael Karoli (Essen, 29 aprile 1948 – 17 novembre 2001) è stato un chitarrista, violinista e compositore tedesco.

## Biografia
Fu uno dei fondatori della band tedesca Can, con la quale ha suonato tra il 1968 e lo scioglimento nel 1979. Nei Can suonava soprattutto la chitarra, occasionalmente anche il violino e dopo l'abbandono di Damo Suzuki, alla fine del 1973, fu anche la loro voce principale.
Michael "Miki" Karoli ha cominciato la sua carriera suonando in band jazz e dance sia in Germania che in Svizzera alla fine degli anni '60. Nel 1968 ha cofondato i Can.
Nel 1978, Karoli ha aperto il suo studio di registrazione in un vecchio mulino per l'olio d'oliva nelle Alpi Marittime francesi, chiamato Outer Space Recording Studio, producendo altri gruppi e i propri progetti di Karoli (come l'album Deluge con Polly Eltes, ecc.). Karoli ha trascorso il resto degli anni '80 registrando e suonando con altri (oltre a studiare ritmi e danze africane con il batterista e ballerino africano Seni Camara), nonché lavorando su musiche per il cinema e il teatro (Moving Pictures del 1995 con Holger Czukay).

## Curiosità
La sorella di Karoli, Constanze Karoli, e l'allora fidanzata Eveline Grunwald sono le modelle sulla copertina dell'album Country Life dei Roxy Music del 1974.

## Discografia solista
- Deluge (1980) con Polly Eltes